# Objet de masse planétaire

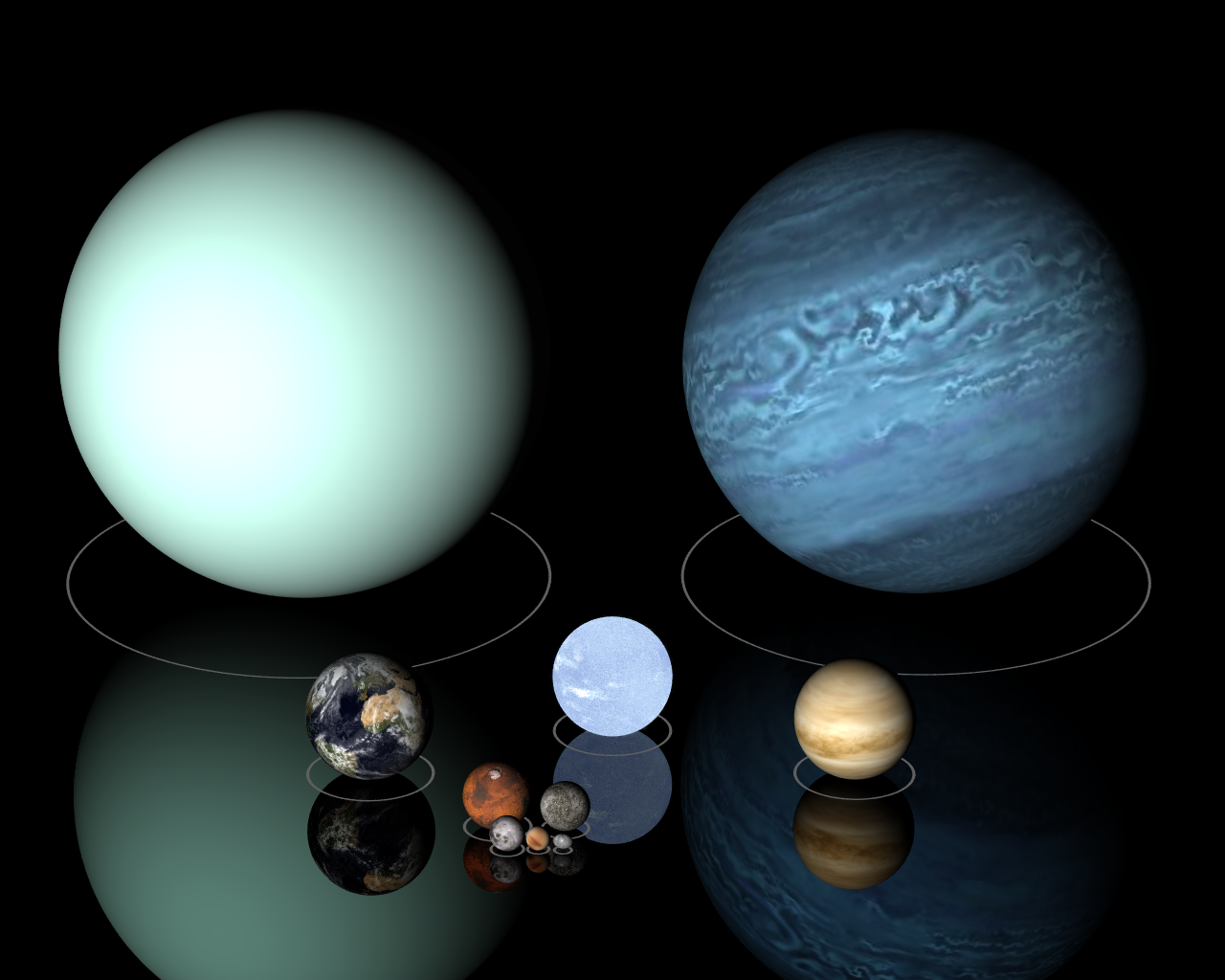
Comparaison des planètes a même échelle (la brillance relative des planètes a été partiellement normalisée).

Un objet de masse planétaire, corps planétaire,  objet planétaire ou planémo est tout objet céleste suffisamment massif pour atteindre, sous sa propre gravité, l'équilibre hydrostatique, mais pas assez pour maintenir la fusion thermonucléaire de l'hydrogène comme une étoile ni du deutérium comme une naine brune.
En 2002, les scientifiques planétaires Alan Stern et Harold Levison ont proposé l’algorithme suivant pour déterminer si un objet situé dans l’espace répond à la définition d’un corps planétaire. Le corps doit : 
- être de masse suffisamment faible pour qu’à aucun moment (passé ou présent), il ne puisse générer de l’énergie de l'intérieur du fait d’une quelconque réaction en chaîne de fusion nucléaire autonome ;
- être suffisamment grand pour que sa forme soit déterminée principalement par la gravité plutôt que par la résistance mécanique ou d'autres facteurs (tels que la tension superficielle ou la vitesse de rotation) pendant un temps de Hubble[a], de sorte que le corps atteigne à cette échelle de temps, ou plus rapidement, l'équilibre hydrostatique dans son intérieur.

Cette définition exclut les naines brunes et les étoiles, ainsi que les petits corps tels que les planétésimaux.